# 꼬마숲쥐
꼬마숲쥐(Apomys musculus)는 쥐과에 속하는 설치류의 일종이다. 필리핀에서만 발견된다.

## 특징
꼬리 길이 96~133mm를 제외한 몸길이가 76~124mm인 작은 설치류로 발 길이는 23~26mm이고 귀 길이는 16~18mm이다. 몸무게는 최대 25g이다.

## 같이 보기
- 루손저산대숲쥐
- 큰민도로숲쥐